# Province de Tomina
La province de Tomina est une des 10 provinces du département de Chuquisaca, en Bolivie. Son chef-lieu est Padilla.

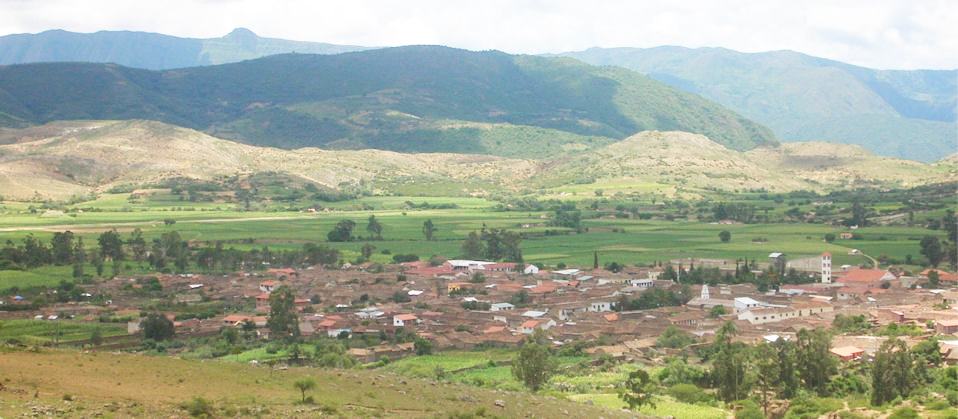
Padilla, la capitale de la province